# Paal Kaasen
Paal Kaasen (Oslo, 14 de novembre de 1883 - Oslo, 11 de juliol de 1963) va ser un regatista noruec que va competir a començaments del segle xx.
El 1920 va prendre part en els Jocs Olímpics d'Anvers, on va guanyar la medalla d'or en els 6 metres (1919 rating) del programa de vela, a bord del Jo.